# Bathypaguropsis cruentus
Bathypaguropsis cruentus är en kräftdjursart som beskrevs av de Saint Laurent och McLaughlin 2000. Bathypaguropsis cruentus ingår i släktet Bathypaguropsis och familjen eremitkräftor. Inga underarter finns listade i Catalogue of Life.